# Эксмор (Виргиния)
Эксмор (англ. Exmore) — город в округе Нортгемптон  в штате Виргиния Соединённых Штатов Америки. По данным переписи 2020 года, численность населения составляла 1473 человека.

## Население
| 2000 | 2010  | 2020  |
| ---- | ----- | ----- |
| 1136 | ↗1460 | ↗1473 |